# Noceda (Los Nogales)
Noceda (llamada oficialmente San Xoán de Noceda) es una parroquia y una aldea española del municipio de Los Nogales, en la provincia de Lugo, Galicia.

## Organización territorial
La parroquia está formada por 12 entidades de población:
- Brañas
- Castelo
- Dorna (A Dorna)
- Ferreiras
- Moral
- Noceda
- Pedriña (A Pedriña)
- Pía (A Pía)
- San Clodio
- San Pedro
- Sierra (A Serra)
- Silvela (A Silvela)

## Demografía

### Parroquia
| Gráfica de evolución demográfica de Noceda (parroquia) entre 2000 y 2021 |
|                                                                          |
| Datos según el nomenclátor publicado por el INE.                         |

### Aldea
| Gráfica de evolución demográfica de Noceda (aldea) entre 2000 y 2021 |
|                                                                      |
| Datos según el nomenclátor publicado por el INE.                     |